# Guilherme de Santa-Rita
Guilherme de Santa-Rita, poi semplicemente Santa-Rita Pintor (Lisbona, 31 ottobre 1889 – Lisbona, 29 aprile 1918), è stato un pittore portoghese.
Riconducibile alla prima generazione dei modernisti portoghesi, la sua opera resta in gran parte avvolta nel mistero.
Non espose mai in Portogallo, ma durante gli anni parigini prese parte attiva alle avanguardie di inizio XX secolo. Morì ventottenne a causa di una tubercolosi polmonare, lasciando espresso ordine che tutti i suoi lavori fossero bruciati. Della sua opera matura resta un unico quadro, oltre ad alcune riproduzioni rudimentali, in bianco e nero, comparse sulle riviste Orpheu (1915) e Portugal Futurista (1917).

## Biografia
Guilherme Augusto Cau da Costa de Santa Rita, figlio di Guilherme Augusto de Santa Rita (1858-1905) e di Palmira Cau da Costa, aveva due fratelli, che si distinsero anch'essi nelle arti: lo scrittore modernista Augusto de Santa Rita (1888-1956) e il poeta Mário de Santa Rita (1890-1909).
Formatosi all'Academia Real de Belas-Artes di Lisbona, nel 1910 partì per Parigi, beneficiando di una borsa di studio statale. Monarchico convinto in un momento in cui il Portogallo diventava una repubblica (1910), nel 1912 perse la borsa di studio a causa dei dissensi con l'ambasciatore repubblicano João Chagas. Nella capitale francese strinse amicizia con Mário de Sá-Carneiro, che si sarebbe ispirato a Santa Rita per un personaggio della Confessione di Lúcio (1913), ed entrò in contatto con i circoli avanguardisti, in particolare con Marinetti, assistendo alle sue conferenze della Galerie Bernheim-Jeune. L'influenza di Marinetti, viva già dopo il Manifesto del 1909, si rinforzò 
nel 1912 in occasione dell'esposizione che i futuristi italiani tennero nella medesima galleria, e spinse Santa Rita ad aderire al movimento.
Personaggio paradossale, secondo Sá-Carneiro Santa-Rita era un «uomo fantastico», «utramonarchico» e «insopportabilmente vanitoso». Nel 1914, l'anno in cui scoppiò la Grande guerra, Santa-Rita tornò in patria. Sensibile al culto marinettiano della macchina, all'apologia di un'arte completamente nuova propugnata dal fondatore del Futurismo, alla sua carica aggressiva e al suo desiderio di scioccare le menti conservatrici, Santa-Rita sarà, con Sá-Carneiro, una delle due principali figure dell'incipiente Futurismo portoghese. Nel 1916 affermerà: «In Portogallo c'è un solo futurista dichiarato, sono io».
Il 14 giugno 1915 partecipò forse a un evento di cui fu promotore assieme a Almada Negreiros, José Pacheko e Ruy Coelho. In questo «grande congresso di artisti e scrittori», di cui però non esistono testimonianze nella stampa dell'epoca e che potrebbe non esserci nemmeno mai stato, la nuova generazione si ergeva «contro l'apatia tirannica delle vecchie correnti». Nello stesso anno, sul secondo numero della rivista Orpheu, furono riprodotti quattro suoi lavori. Tentò inoltre di assumere la guida della rivista, trovando l'opposizione di Pessoa e Sá-Carneiro. Ne fondò pertanto una sua, Portugal Futurista, il cui primo e unico numero apparve nel novembre 1917.
Ufficialmente diretta da Carlos Filipe Porfírio, ed edita da S. Ferreira, la rivista era in realtà una creatura di Santa-Rita. Era lui che orchestrava tutto dietro le quinte e che ne stabiliva la forma e il contenuto. Accanto a una grande fotografia di Santa-Rita pubblicata in apertura, un testo di Bettencourt Rebelo lo consacrava come «l'artista che il genio della sua epoca aveva prodotto» e come «il grande iniziatore del movimento futurista portoghese». A illustrare il testo c'erano quattro riproduzioni di opere di Santa-Rita, tra cui un lavoro meno recente, Orpheu nos Infernos (Orfeo all'Inferno).
Senza aver mai esposto nel suo Paese e con una produzione pressoché sconosciuta al pubblico, l'artista morì l'anno dopo, vittima di tubercolosi polmonare, lasciando alla famiglia espresso ordine di distruggere ogni suo lavoro. Assieme alla morte di Sá-Carneiro, suicida a Parigi nel 1916, quella di Santa-Rita pone fine alla «parentesi storica» del Futurismo portoghese.

## Opera

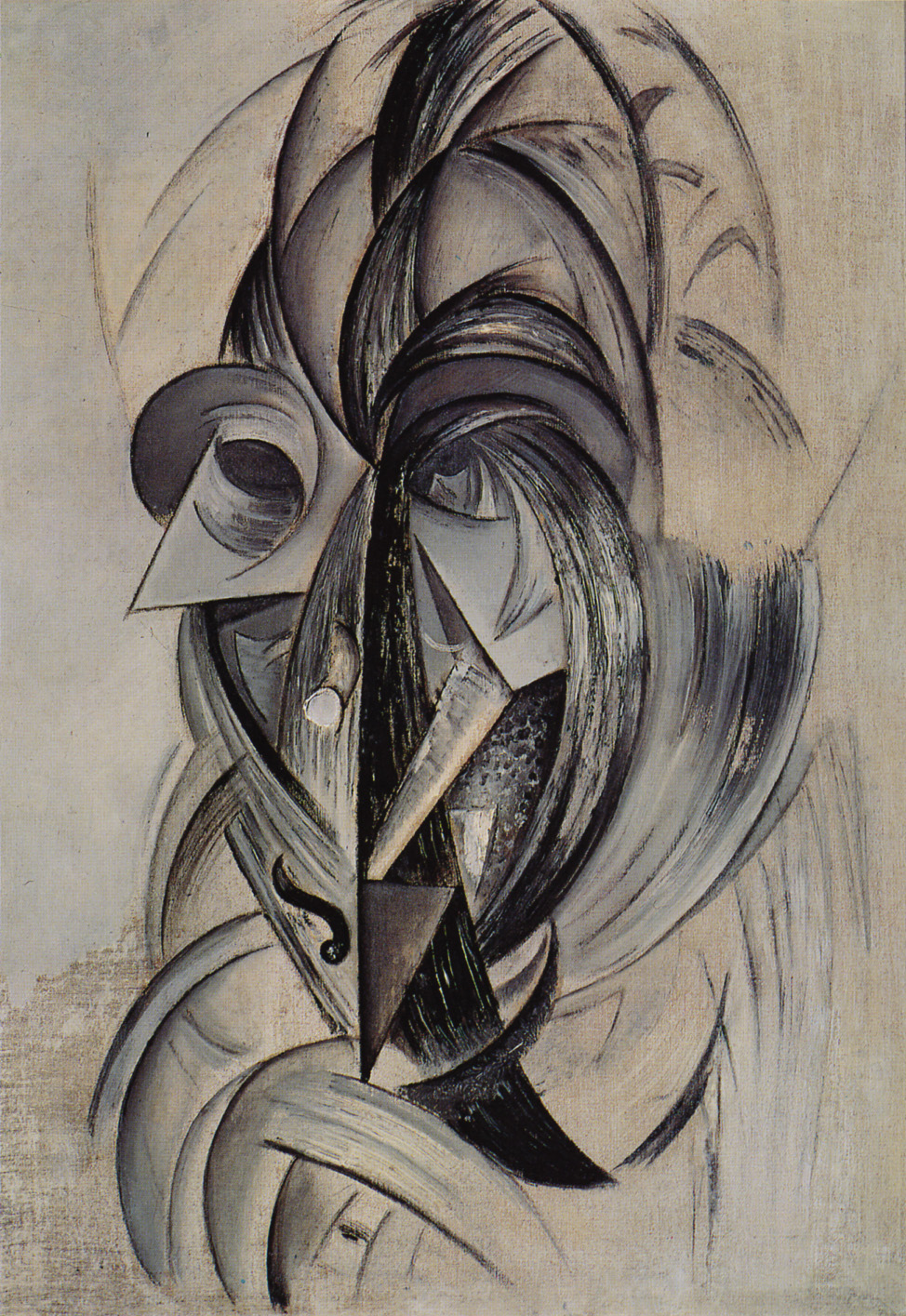
Cabeça (1910), olio su tela, 65,3 x 46,5 cm

Pochi sono i lavori sopravvissuti alla distruzione operata dalla famiglia. Tra questi figurano rari esercizi accademici, realizzati quando Santa-Rita frequentava le Belle Arti, e due dipinti di maggior respiro e di datazione incerta, Orfeu nos Infernos, c. 1907 (?), e Cabeça, c. 1910. Riprodotta nell'unico numero di Portugal Futurista (1917), Orfeu nos Infernos è opera di grande violenza espressiva e, benché José Augusto França la consideri come «una specie di "summa" di scolaro delle Belle Arti», possiede caratteristiche tematiche e formali peculiari, che la distinguono dalla sua produzione artistica di studente, dominata invece dalle convenzioni ottocentesche. Il dipinto è forse posteriore a quanto riportato da Portugal Futurista (secondo cui risalirebbe ai 14 anni di età). Joaquim Matos Chaves propone una data compresa tra il 1913 e il 1915. Nell'opera viene evocata la figura di Veloso Salgado, maestro del pittore, presentato come personaggio dell'Inferno.
Cabeça, dal canto suo, è considerata opera centrale del Modernismo portoghese. Di datazione incerta, dovrebbe essere stata dipinta tra il 1910 e il 1912, e precedere pertanto le pitture cubiste di Amadeo e degli altri artisti portoghesi. Cabeça ha qualche affinità con le maschere africane che Picasso evoca nelle Demoiselles d'Avignon e con altre opere del pittore andaluso create tra il 1909 e il 1910, ma la sua dinamica compositiva, dominata da forme curve e da un forte senso del movimento, non è estranea alle successive esplorazioni futuriste, quelle boccioniane in particolare.
I quattro lavori apparsi sulla rivista Orpheu (distrutti dopo la morte) sono ancora debitori di Picasso, ma della sua fase successiva. Più che avvicinarsi alle soluzioni formali futuriste, queste opere rivelano un'assimilazione delle innovazioni che Picasso e Braque introducono nei collage realizzati tra il 1911 e il 1913, e che sono alla base del Cubismo sintetico. Parimenti assimilabile al linguaggio cubista, anche se più vicino al Futurismo (nel titolo come nel dinamismo compositivo), è Perspetiva Dinâmica de um Quarto ao Acordar (1912), riprodotto in Portugal Futurista.

## Galleria d'immagini

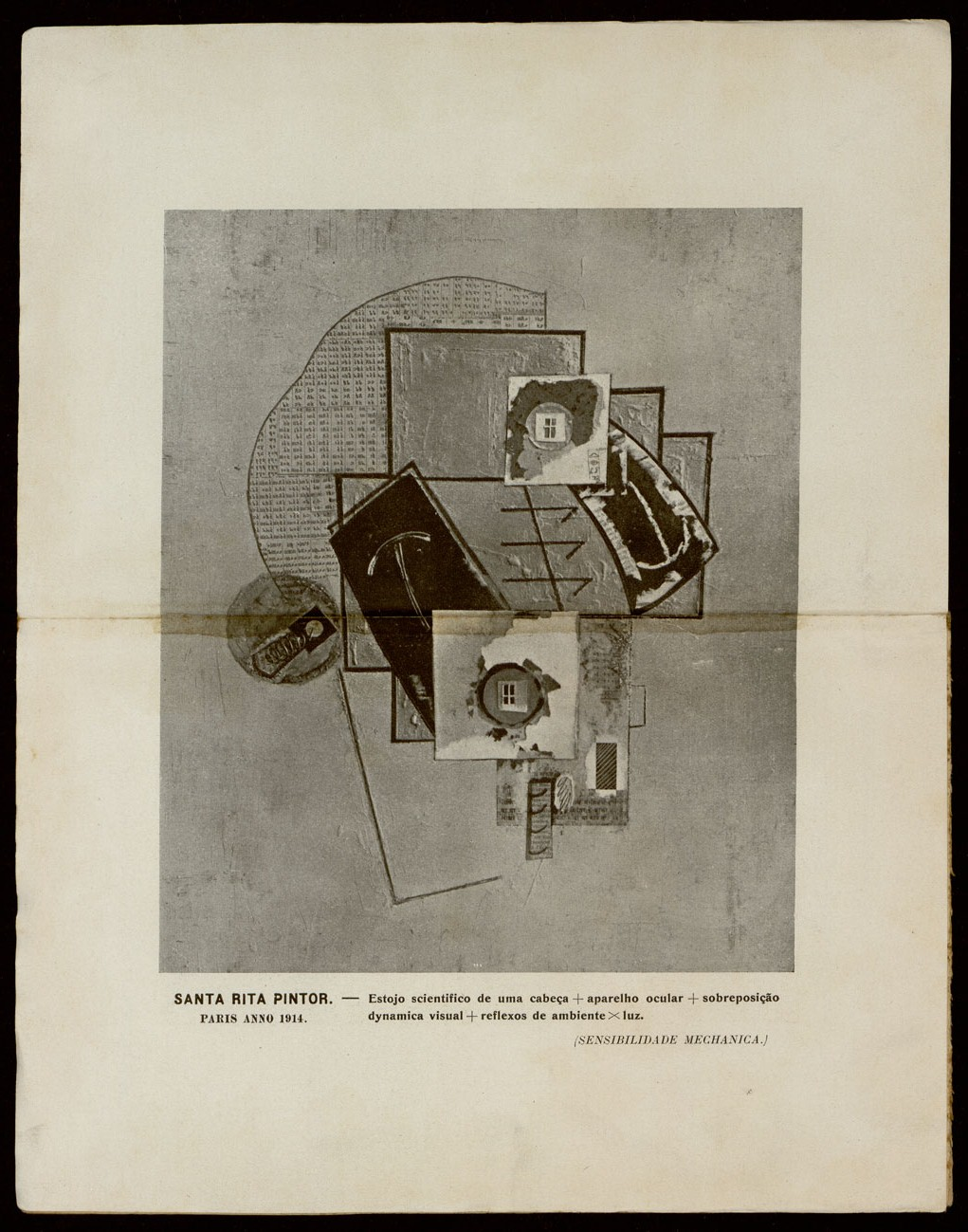
Estojo scientífico de uma cabeça + aparelho ocular + sobreposição dynamica visual + reflexos de ambiente x luz (SENSIBILIDADE MECHANICA), 1914, collage. Pubblicato sul n°2 della rivista Orpheu, 1915
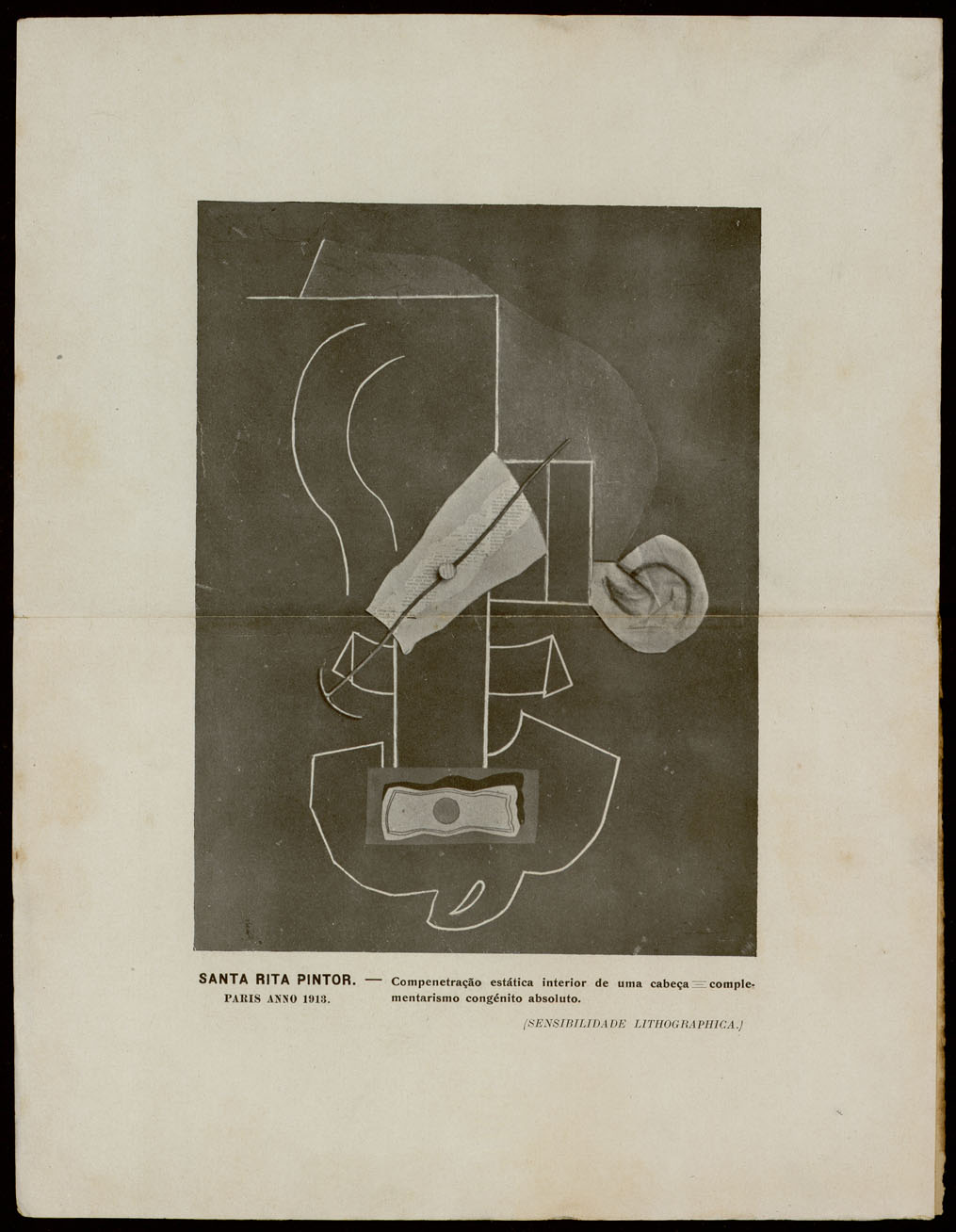
Compenetração estática interior de uma cabeça = complementarismo congénito absoluto (SENSIBILIDADE LITHOGRAPHICA), 1913, collage. Pubblicato sul n°2 di Orpheu, 1915
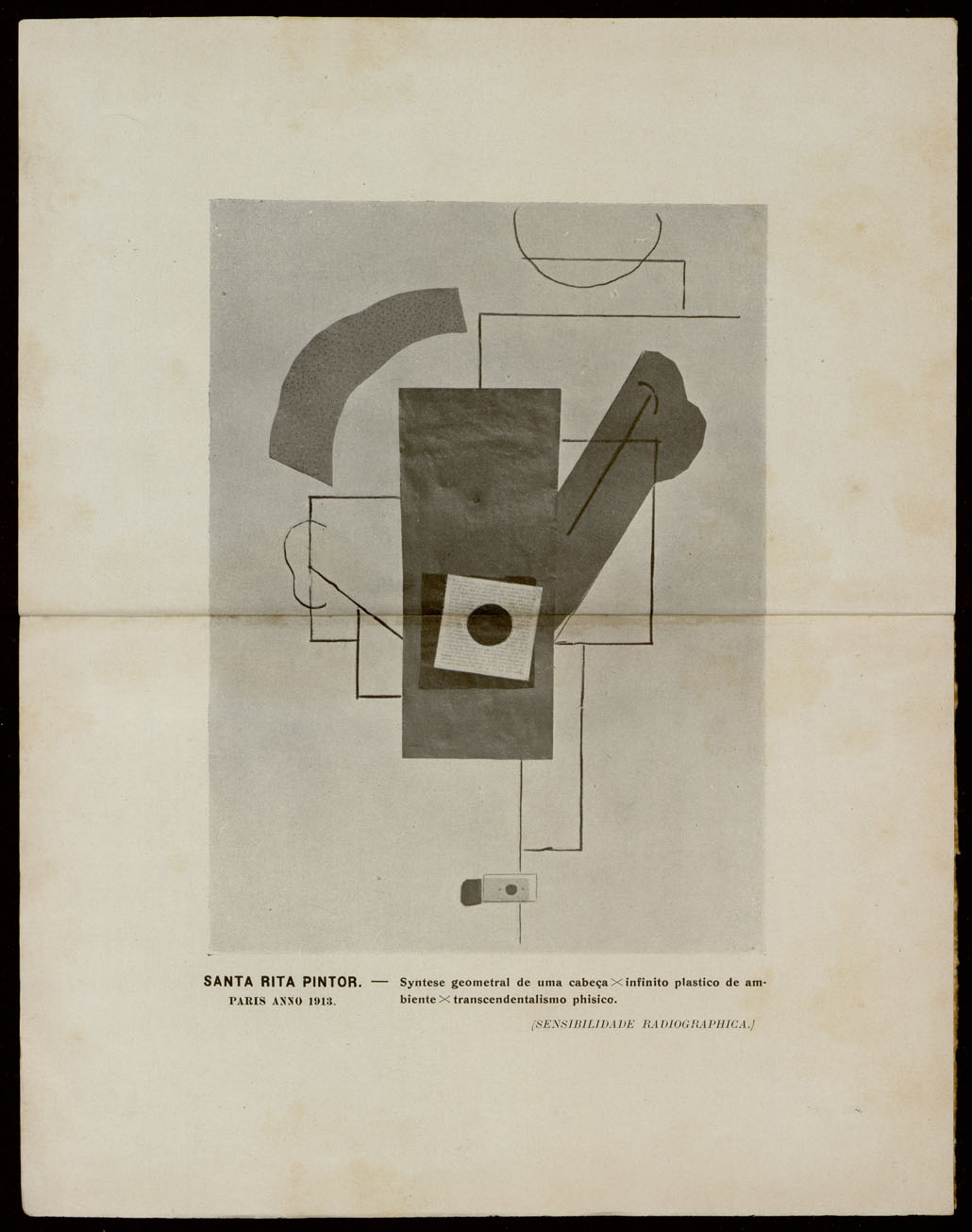
Syntese geometral de uma cabeça x infinito plástico de ambiente x transcendentalismo físico (SENSIBILIDADE RADIOGRAPHICA), 1913, collage. Pubblicato sul n°2 di Orpheu, 1915
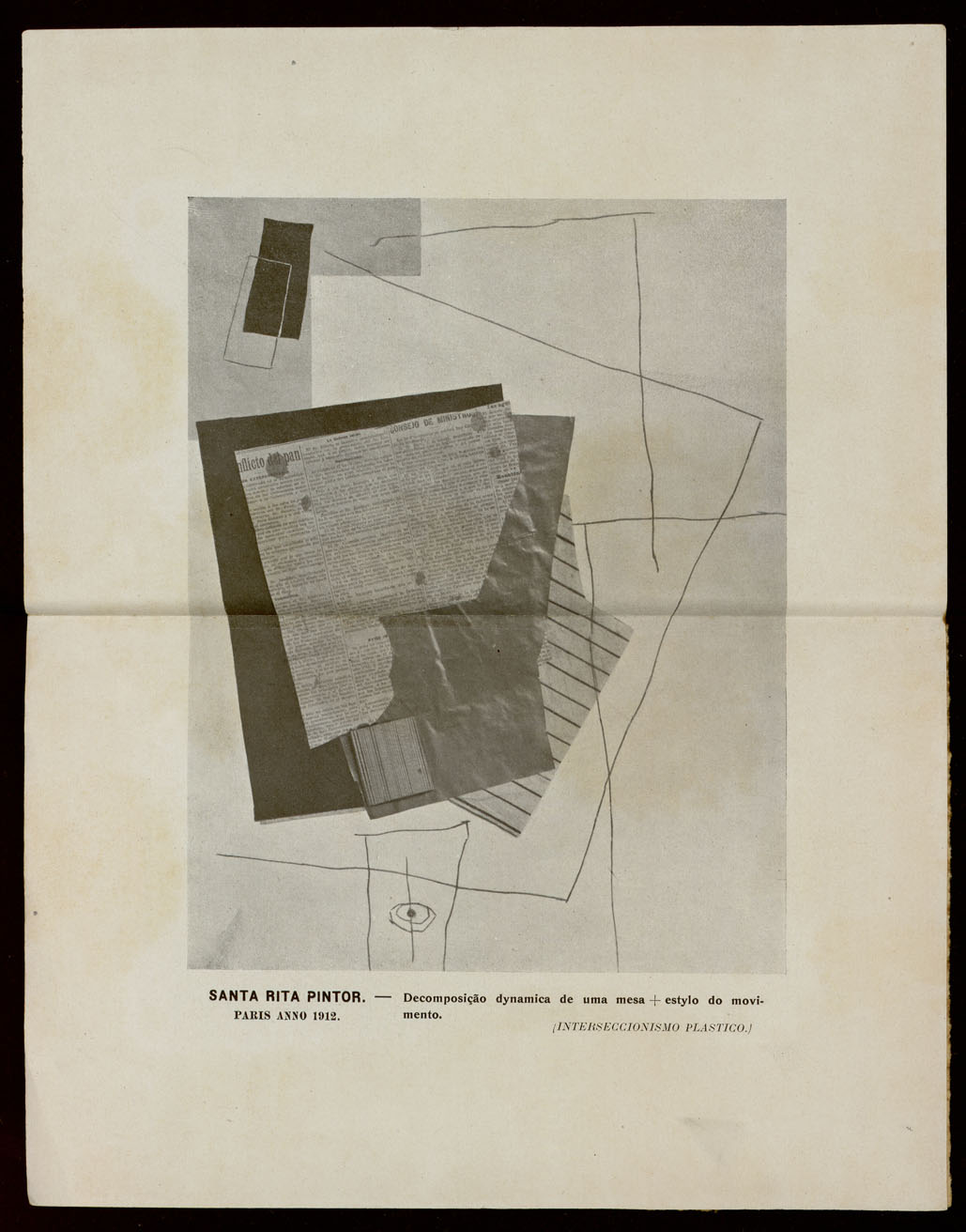
Decomposição dynamica de uma mesa + estylo do movimento (INTERSECCIONISMO PLASTICO), 1912, collage. Pubblicato sul n°2 di Orpheu, 1915
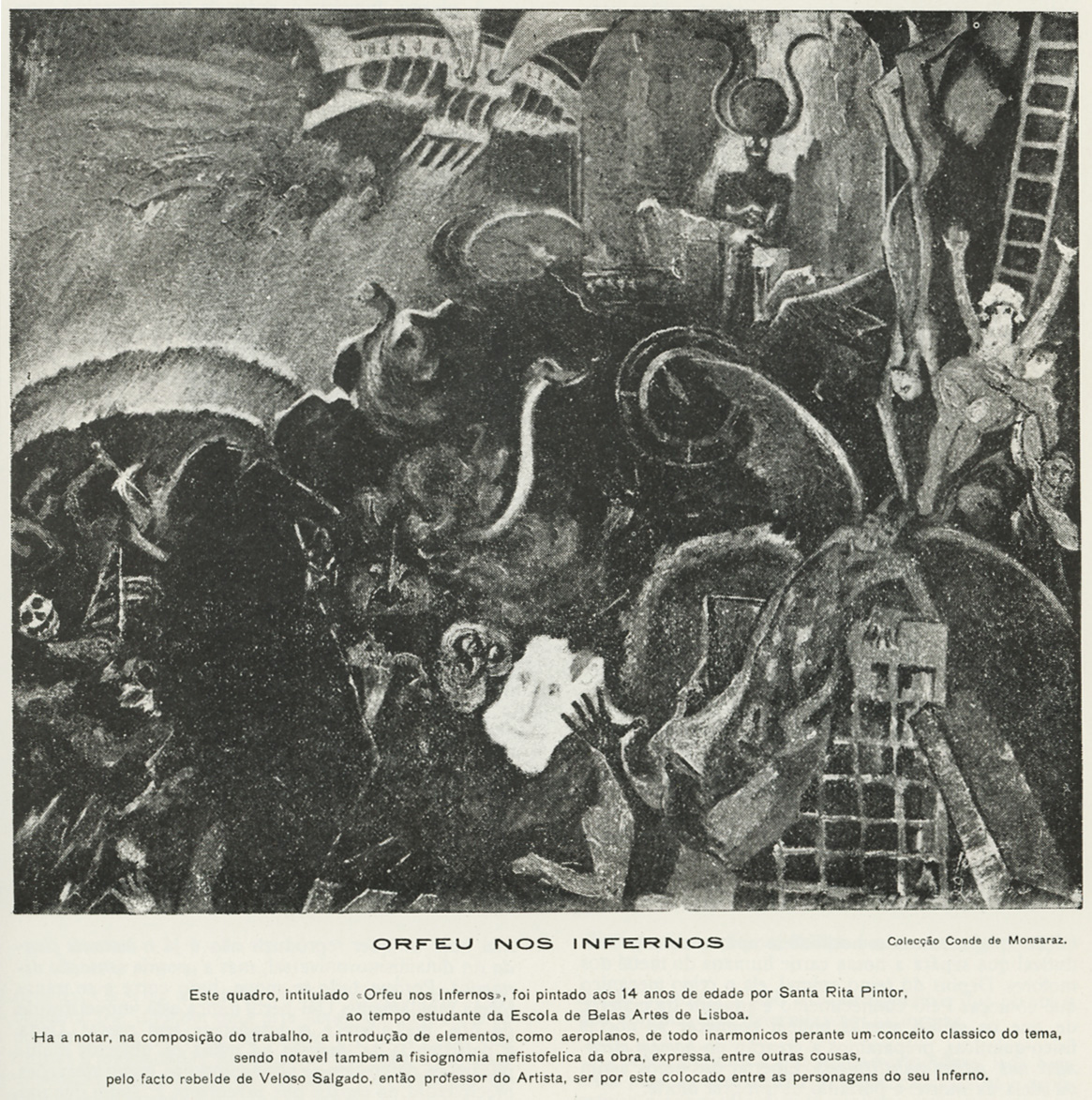
Orfeu nos Infernos, data sconosciuta, olio su tela, 55,0 x 65,5 cm. Pubblicato sulla rivista Portugal Futurista, 1917, p. 7
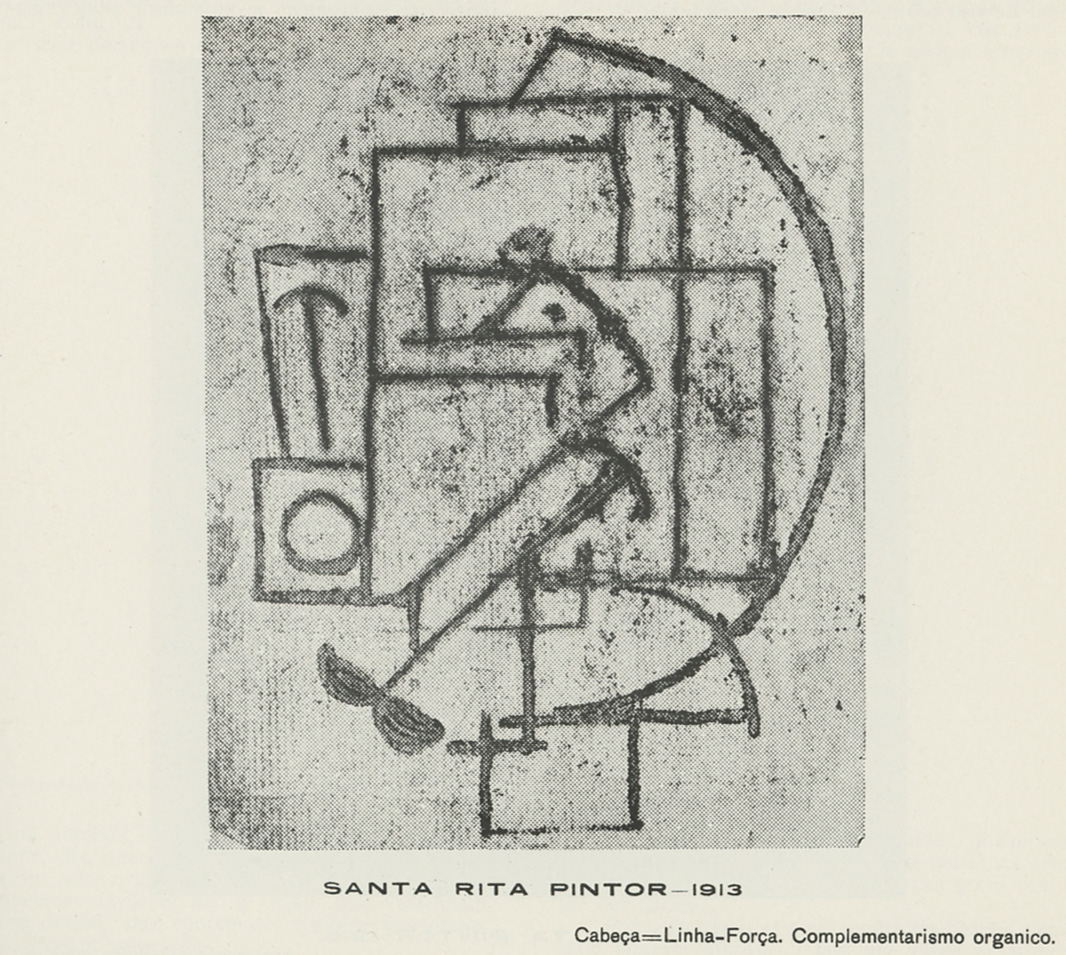
Cabeça = linha – força. Complementarismo orgânico, 1913, guazzo su carta. Pubblicato su Portugal Futurista, 1917, p. 9
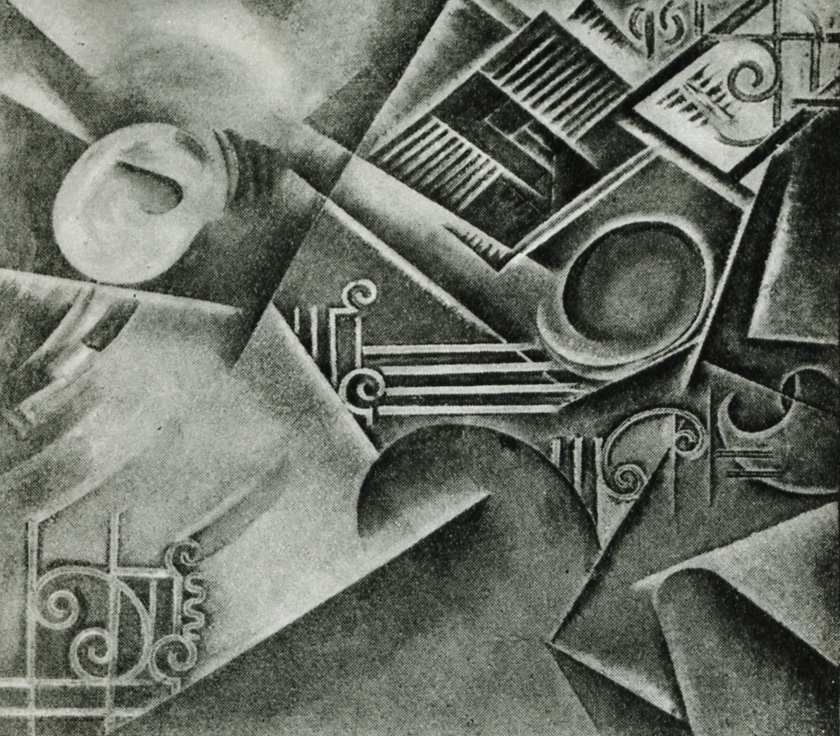
Perspectiva dinâmica de um quarto ao acordar, 1912, olio su tela. Pubblicato su Portugal Futurista, 1917, p. 8
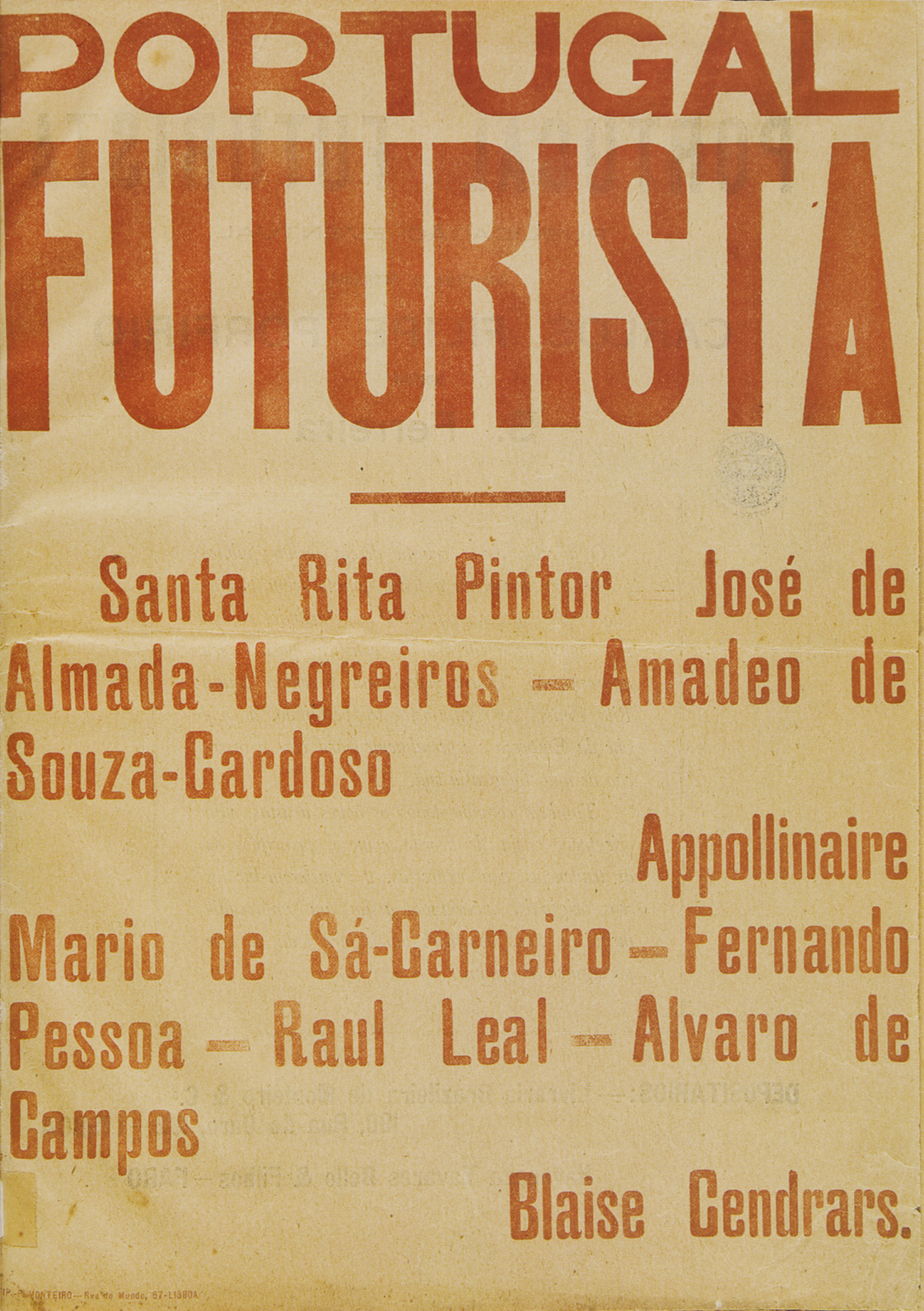
Portugal Futurista, copertina, 1917
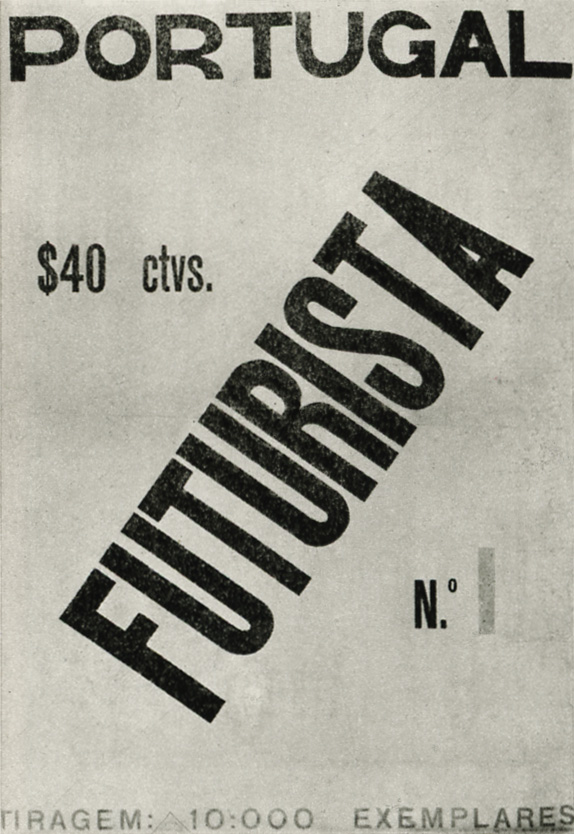
Portugal Futurista, quarta di copertina, 1917